# Río Los Ñadis
Río Los Ñadis es un río ubicado en el sector precordillerano de la comuna de Panguipulli, en la Región de los Ríos, Chile.

## Trayecto
El río Los Ñadis, es un río de que nace en la ladera norte del Cerro Niltre donde inicia su descenso en dirección norte, pasa cerca del caserío de Los Ñadis, para finalmente verter sus aguas al Río Mañío.